# Anne Swithinbank
Anne Swithinbank (1957, Belvedere, Kent) es una horticultora, presentadora de radio sobre jardinería, y escritora inglesa. Estudió en los Jardines Botánicos Reales, Kew; y, fue supervisora de invernaderos en el Jardín Botánico de la Real Sociedad de Horticultura, en Wisley, Surrey.
Desde 1994, es conocida por ser una panelista en Gardeners' Question Time, también ha presentado programas de jardinería televisiva, incluyendo Los Jardines del Caribe y El Espectáculo de Flor de la Chelsea.
Escribe para varias revistas; y, sus artículos incluyen News of the World y Gardeners' World Magazine de la BBC. Ha escrito varios libros en jardinería que incluye Gardeners' World Book of Houseplants, y Gardeners' World Book of Containers. 	
En 1986,  dejó Wisley para trabajar como jardinera y comunicadora freelance. Luego se unió al equipo de la BBC 2 Gardeners' World donde fue presentadora regular por cinco años, y posteriormente ha sido huésped de esos programas. También, organiza viajes de exploración al sur de Sudáfrica

## Obra

### Algunas publicaciones
- 2015 Gardener's Question Time: All Your Gardening Problems Solved (coautores John Cushnie, Bob Flowerdew, Pippa Greenwood, Bunny Guinness, ilustró Bunny Guinness, y fotos de The Garden Picture Gallery and others, paperback, 325 p. Bookmart Ltd. ISBN 1-84509-189-2)

- 2001. Conservatory Gardener. Fotos de Deni Bown. Ed. ilustrada, reimpresa de Frances Lincoln Ltd. 192 p. ISBN 0711218277, ISBN 9780711218277

- 1994. Gardeners' World Book of Container Gardening. 2ª ed. ilustrada, reimpresa por BBC Books, 128 p. ISBN 056337067X, ISBN 9780563370673